# Деманжо, Жан-Батист
Жан-Батист Деманжо (фр. Jean-Baptiste Demengeot; 1769—1855) — французский военный деятель, полковник (1806 год), барон (1808 год), участник революционных и наполеоновских войн.

## Биография
Родился в семье торговца Николя Демонжо (фр. Nicolas Demengeot; 1741—1794) и его супруги Клодетты Жако (фр. Claudette Jacot; 1736—).
6 сентября 1791 года поступил на военную службу в 3-й батальон волонтёров департамента Мёз, которым командовал Фикатье. С 12 по 14 сентября 1792 года сражался при Ла-Круа-о-Буа. 11 января 1793 года был избран капитаном и возглавил роту канониров в батальоне. В ходе первой «амальгамы» батальон влился в состав 34-й линейной полубригады. Служил в Мозельской армии. 20 февраля 1796 года его 34-я полубригада влилась в состав 43-й полубригады линейной пехоты и была определена в состав Самбро-Маасской армии. Отличился 10 июля 1796 года при штурме Фридберга. С 1799 года служил в Рейнской армии. 27 марта 1800 года стал адъютантом своего земляка генерала Удино и начальником штаба его дивизии в составе Итальянской армии. Участвовал в обороне Генуи. 1 июня 1800 года произведён в командиры эскадрона.
8 июля 1801 года в Бар-ле-Дюке женился на Маргарите де Сайе (фр. Marguerite Marie de Saillet; 1778—1862), дочери бывшего полковника 129-й полубригады линейной пехоты Николя де Сайе (фр. Nicolas-Charles de Saillet). В браке родились трое детей.
В августе 1803 году назначен в состав Армии Берегов Океана. В ходе Австрийской кампании 1805 года продолжал исполнять обязанности адъютанта генерала Удино. 16 ноября 1805 года в бою за Гунтерсдорф у Холлабруна потерял лошадь, убитую под ним, был ранен пулей в голову и штыком в бок.
5 сентября 1806 года произведён в полковники и был назначен командиром 13-го конно-егерского полка. 20 сентября 1806 года его полк включили в состав новой бригады лёгкой кавалерии генерала Мийо. Участвовал в Прусской кампании 1806 года и Польской кампании 1807 года. Был ранен в правую руку в сражении 26 декабря 1806 года при Голымине. 7 февраля 1807 года при Эйлау получил тяжёлое пулевой ранение в ту же руку, но не оставил свой полк и сражался вплоть до заключения Тильзитского мира.
В ходе Австрийской кампании 1809 года отличился 21 и 22 мая при Эсслинге. При Ваграме 6 июля, потерял двух лошадей, убитых под ним. 30 августа 1809 года оставил свой полк и 15 октября 1809 года из-за последствий ранений вышел в отставку.
В 1810 году был назначен членом Генерального совета департамента Мёз. 3 апреля 1813 года стал мэром родного Бар-ле-Дюка. Его мандат длился всего два года, но был отнюдь не простым. В 1814 году вместе со своим первым заместителем Лонуа, советником и пятью видными деятелями города, был арестован русскими оккупационными властями и доставлен в Витри. Через два дня они получили свободу по приказу губернатора Нанси и возвратились в родной город, сопровождаемые музыкой и приветствиями публики. Умер в Бар-ле-Дюк 12 октября 1855 года в возрасте 86 лет.

## Воинские звания
- Солдат (6 сентября 1791 года);
- Капитан (11 января 1793 года);
- Командир эскадрона (1 июня 1800 года, утверждён 26 октября 1800 года);
- Полковник (5 сентября 1806 года).

## Титулы
- Барон Деманжо и Империи (фр. baron Demengeot et de l'Empire; декрет от 19 марта 1808 года, патент подтверждён 10 сентября 1808 года в Сен-Клу)[2][3].

## Награды
Легионер ордена Почётного легиона (14 июня 1804 года)
 Офицер ордена Почётного легиона (14 мая 1807 года)
 Кавалер Военного ордена Святого Людовика (20 августа 1814 года)
 Командор ордена Почётного легиона (14 декабря 1849 года)